# Pablo Minguet

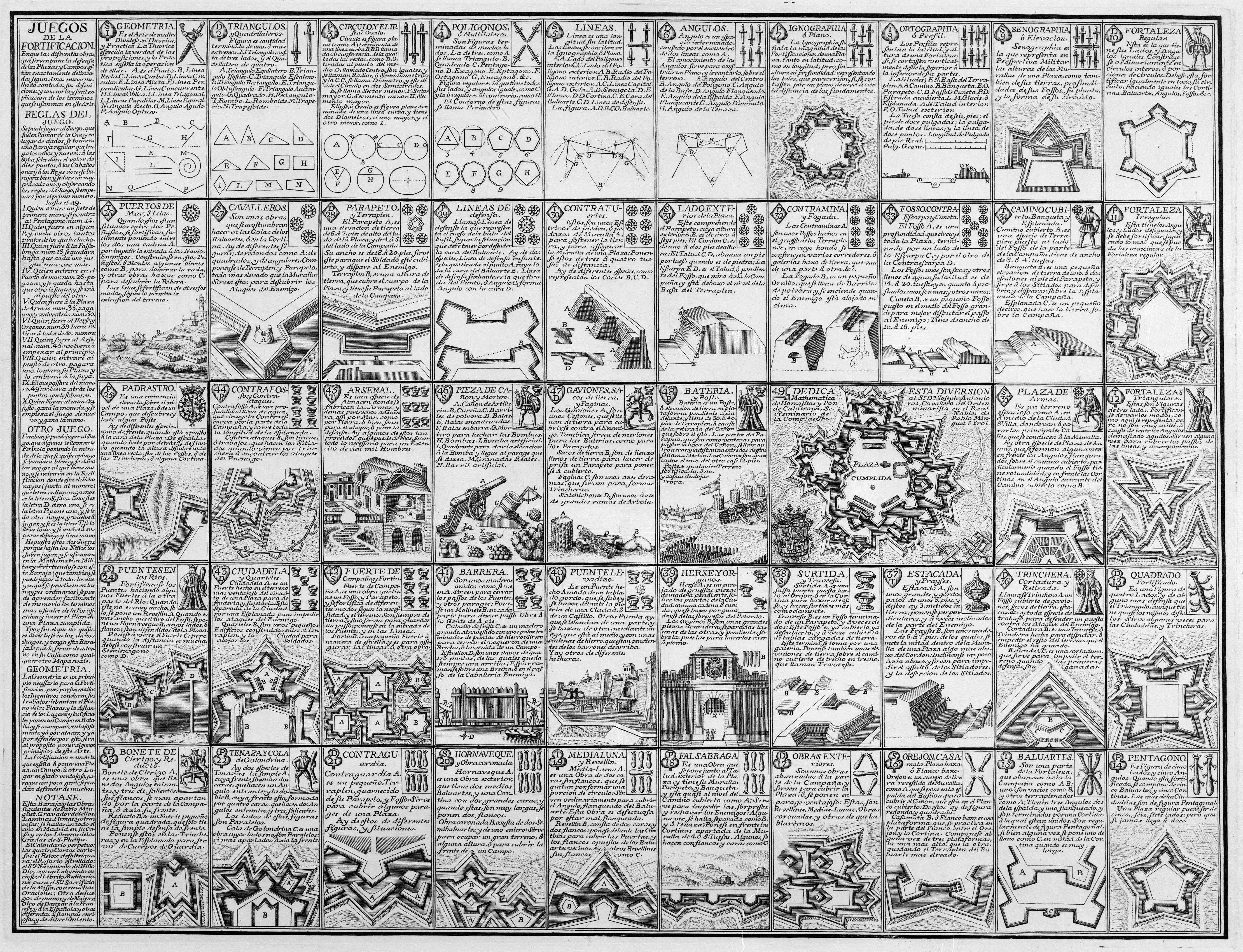
Juegos de la Fortificación, estampa grabada en calcografía. Inscripción: «Nótase: Esta baraja y las Obras Siguientes de Pablo Minguet Gravador de Sellos, Láminas, Formas y otras cosas se hallarán todo el año en Madrid en su casa y en los libreros de las Gradas de S. Phelipe». Madrid, Biblioteca Nacional de España.

Pablo Minguet e Yrol (ft. 1733-1778) fue un grabador en madera y en cobre, impresor y editor  español activo en Madrid.

## Biografía y obras
«Grabador de sellos, láminas, firmas y otras cosas», según el título que se daba a sí mismo en varias de sus obras, tuvo algún tiempo imprenta propia y tienda en su casa de Madrid, frente a la Cárcel de Corte.
Escribió obras de diversa naturaleza ilustradas con sus propios grabados de un sabor popular en las figuras, entre ellas el primer tratado de prestidigitación escrito y publicado en España:
Engaños a ojos vistas, y diversión de trabajos mundanos, fundada en lícitos juegos de manos, que contiene todas las diferencias de los Cubiletes, y otras habilidades muy curiosas, demostradas con diferentes Láminas, para que los pueda hacer fácilmente cualquier entretenido. Su autor Pablo Minguét e Yról, residente en esta Corte. En Madrid: En la Imprenta de D. Pedro Joseph Alonso y Padillo, Librero de Cámara del Rey nuestro Señor. 1733 [fecha de la aprobación y tasa].
Basado en obras francesas adaptadas al gusto español, el tratado de Minguet tuvo un éxito muy notable y continuó editándose hasta 1935 con el título, en el siglo XIX, de Juegos de manos o sea Arte de hacer diabluras.

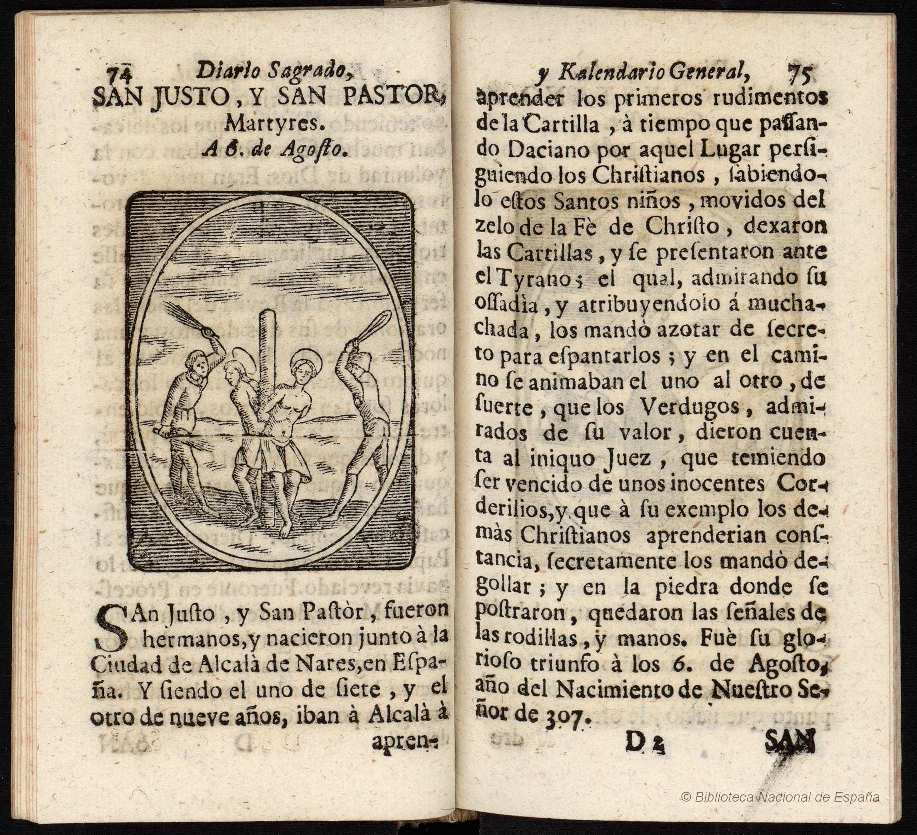
San Justo y San Pastor, mártires, a 6 de agosto, Diario sagrado, y kalendario general para todo género de personas..., compuesto por Pablo Minguet... Madrid, 1749. Biblioteca Nacional de España.

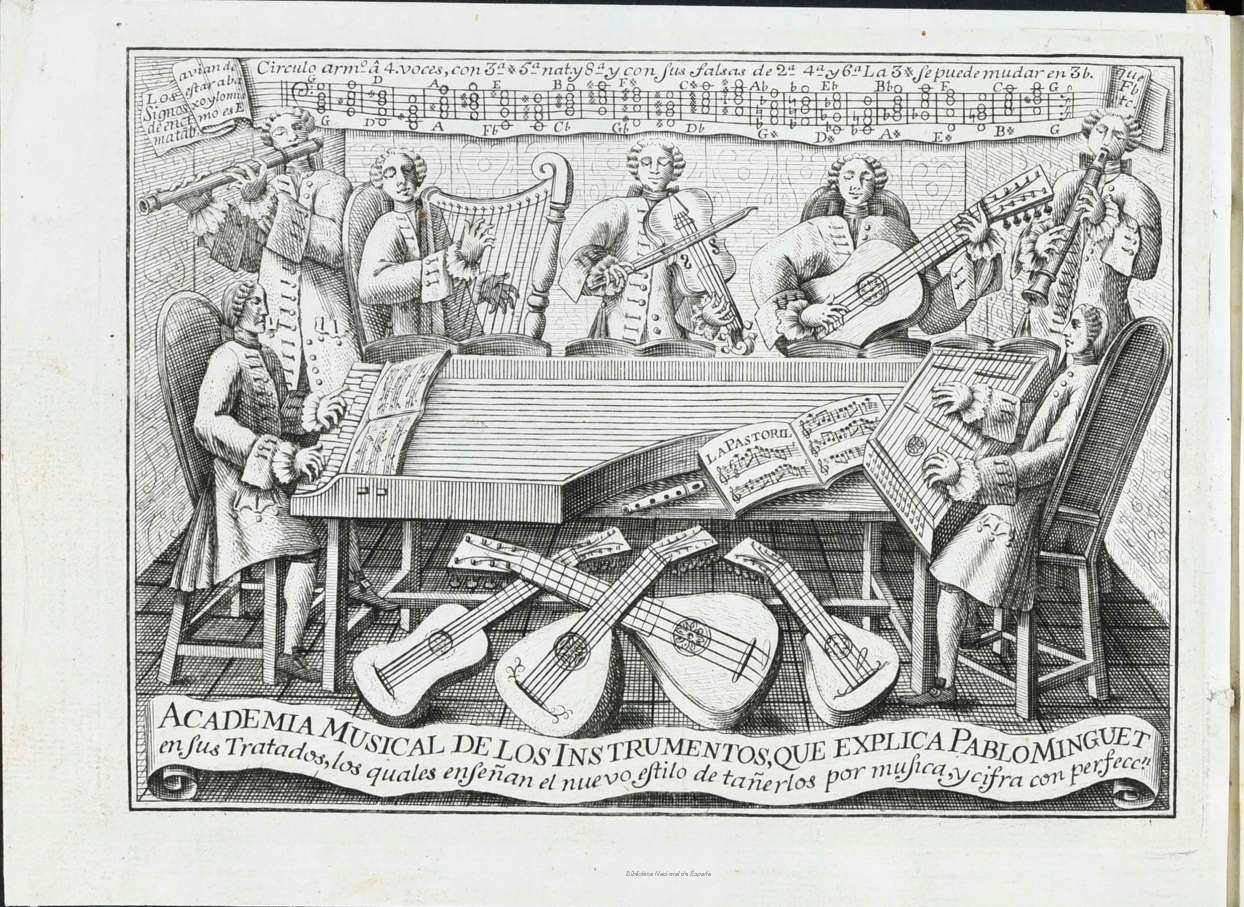
«Academia musical de los istrumentos que explica Pablo Minguet en sus tratados, los quales enseñan el nuevo estilo de tañerlos por musica, y cifra con perfecc^{n}», 1754.

En 1749 publicó en la imprenta de Juan de Zúñiga un calendario y santoral en cuatro volúmenes en cuarto, con texto propio y profusamente ilustrado con estampas xilográficas, del que salió una segunda edición en 1779: Diario sagrado, y Kalendario general para todo género de personas, con un compendio de la Vida del Santo de cada día, y su Imagen en curiosas Láminas, siendo los mas Santos Españoles.
Compuso, además, diversos tratados para aprender a bailar y a tocar toda clase de instrumentos musicales sin maestro, materias que él había aprendido del mismo modo en los libros, entre otros, de Gaspar Sanz y de Santiago de Murcia, según decía en el preámbulo a las Reglas, y advertencias generales que enseñan el modo de tañer todos los instrumentos mejores y más usuales como son la guitarra, tiple, vandola, cythara, clavicordio, órgano, harpa, psalterio, bandurria, violín, flauta, travesera, flauta dulce y la flautilla: con varios tañidos, danzas, contradanzas y otras cosas semejantes, demonstradas y figuradas en diferentes láminas finas, por música y cifra al estilo castellano, italiano, catalán y francés, primera edición en Madrid, por Joaquín Ibarra [1752, fecha de la licencia], obra vendida por partes y en cuadernillos sueltos, de la que se conoce alguna reimpresión. 
Algunas otras de las obras en papel que ofrecía a la venta en su casa eran un librito de meditaciones para la misa, varias veces reimpreso, el Compendio historico, y geografico de los emperadores, y reyes que hoy posseen la Europa, la descripción de sus cortes, y religión; con diez y seis mapas que demuestran sus reynos, y provincias, y sus escudos de armas; compuesto por Pablo Minguet, en la imprenta del autor, 1763, los Juegos de la fortificación, a los que se puede jugar como al juego de la oca con una baraja en lugar de dados o como se juega a la perinola, las «quatro Cartas curiosas; el Relox de faltriquera; el Rosario estrellado; el Sto Nacimiento del Niño Dios con un Labyrinto curioso (...) y otras diferentes Estampas curiosas y de divertimento». Un catálogo de sus obras en venta, se anunciaba en el Diario de Madrid de 20 de marzo de 1809 con el reclamo de «Colección de papeles sueltos que ha sacado Pablo Minguet, los quales traen varios tratados curiosos, propios y mui utiles para la instrucción de la juventud española; y se compone de 19 estampas, que tratan de la arquitectura, gravado, reloxes, anteojos, mapa de España, explicación del globo terrestre y geometría, cuyas estampas se dan también sueltas».
Trabajando por cuenta ajena, firmó «Paulus Minguet sculp.» en 1738, por dibujo de Cristóbal de Santa Juana, la portada de la obra de Cristóbal Rodríguez: Bibliotheca universal de la polygraphia española, el mapa de Guayaquil incluido en la obra de Dionisio de Alcedo Herrera: Compendio histórico de la provincia, partidos, ciudades, astilleros, ríos y puerto de Guayaquil, Madrid, 1741, y del mismo año los modelos de letras caligráficas y tipográficas de la Orthographia Española compuesta y ordenada por la Real Academia Española, y en 1744 el plano de la bahía de la Concepción en las costas del Mar del Sur y el del Golfo de Chiloé para el volumen tercero de la Relación histórica del viage a la América Meridional hecho de orden de S. Mag. para medir algunos grados de meridiano terrestre y venir por ellos en conocimiento de la verdadera figura y magnitud de la Tierra: con otras varias observaciones astronómicas y phisicas por don Jorge Juan... y don Antonio de Ulloa, En Madrid, por Antonio Marín, 1748.
Se le conocen también algunas estampas sueltas de devoción, entre ellas el Verdadero Retrato de Santíssimo Christo de las Marabillas que se venera en la Iglesia Parroquial de Nabalmoral de Pusa, 1750, y el Verdadero Retrato de Nª Sª de Covadonga... A devoción de un Esclavo de la Virgen, año de 1756, grabados calcográficos ambos de los que existen ejemplares en la Biblioteca Nacional de España.